# Psilopleura sanguipuncta
Psilopleura sanguipuncta là một loài bướm đêm thuộc phân họ Arctiinae, họ Erebidae.